# Antoni Zielonka

Herb Jastrzębiec

Antoni Zielonka herbu Jastrzębiec (zm. zap. po 1762) – łowczy lwowski od ok. 1730, stolnik lwowski od 1735, starosta dołżański, uczestnik elekcji Stanisława Leszczyńskiego w 1733, towarzysz pancerny. 
Syn Teodora Zielonki, miecznika żytomierskiego i Joanny z Siemieńskich.
Poseł na sejm 1748 roku z ziemi sanockiej. 